# Mazda BT-50
Mazda BT-50 – samochód osobowy typu pickup produkowany przez koncern Mazda we współpracy od 2006 roku z koncernem Ford Motor Company, w wyniku czego pojazd jest bliźniaczym modelem Forda Ranger. Od 2020 roku produkowana jest trzecia generacja pojazdu.

## Mazda BT-50 I
Mazda BT-50 I produkowana była w latach 2006–2011. Pojazd zastąpił Mazdę B-2500.

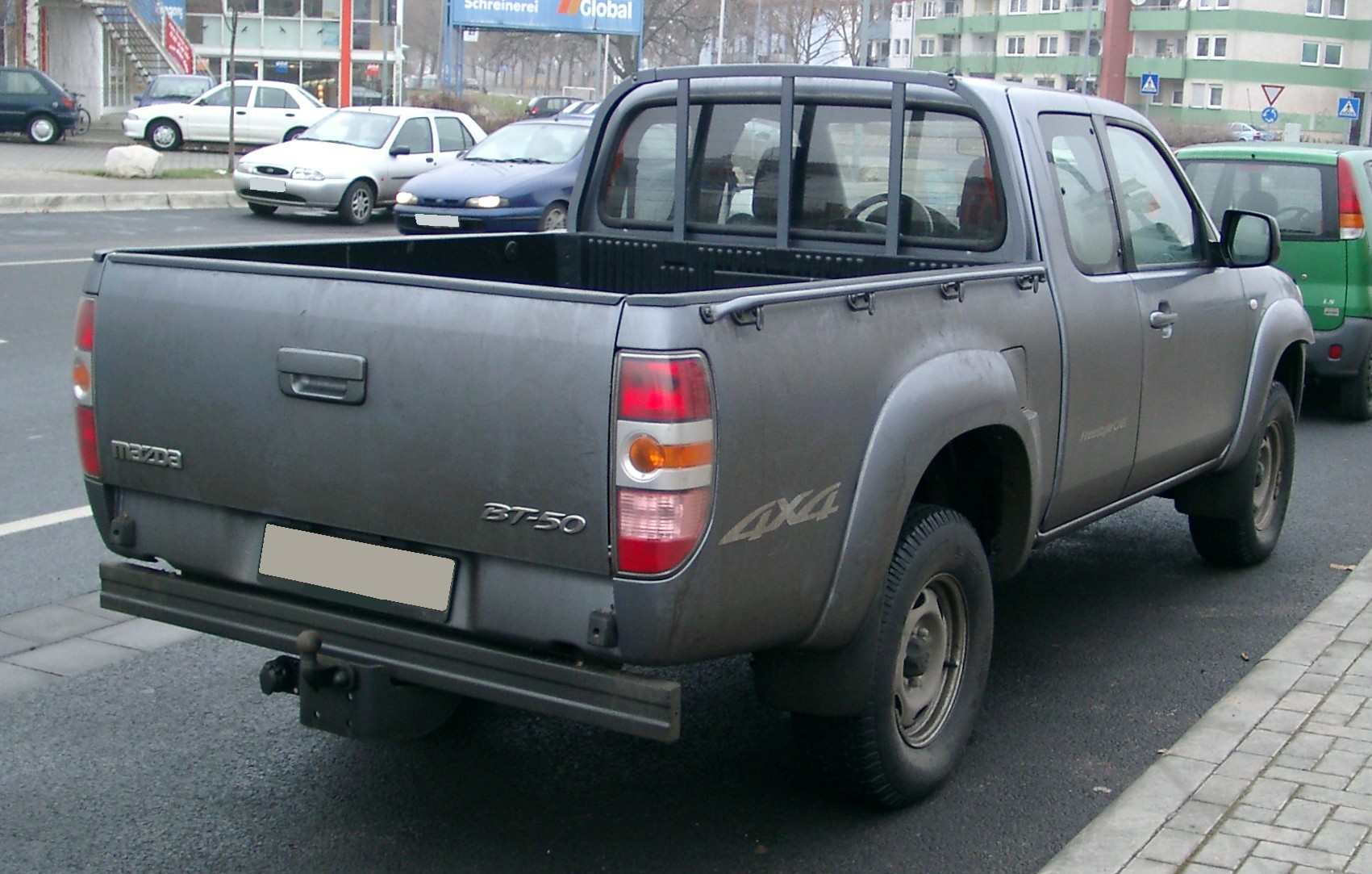
Tył BT-50 I

Samochód jest pierwszym użytkowym pojazdem marki wykorzystującym filozofię „Zoom-Zoom”, której celem jest zapewnienie kierowcy i pasażerom jak największej przyjemności z jazdy. Auto dostępne jest w trzech rodzajach nadwozia: Regular Cab (pojedyncza kabina), Freestyle Cab (z dodatkową przestrzenią za przednimi fotelami, do której dostęp umożliwiają niewielkie drzwi, otwierane przeciwnie do tylnych) i Double Cab (z pełnowymiarową tylną kanapą i drzwiami). Dodatkowo wersja Double Cab jest wyposażona w mocowania fotelików ISOFIX na tylnej kanapie.
Drzwi wersji z podwójną kabiną otwierane są „pod wiatr”. Pojazd posiada napęd na tylną oś z dołączanym przednim napędem oraz blokadą mechanizmu różnicowego z ograniczonym poślizgiem. Kąt natarcia (wejścia) wynosi 32 stopnie, zejścia – 27 stopni, prześwit – 205 mm, a głębokość brodzenia – 450 mm.
Standardowo pojazd wyposażony jest w przednie i boczne poduszki powietrzne, ABS z EBD, napinacze przednich pasów bezpieczeństwa, klimatyzacja manualna, radio CD/MP3 ze zmieniarką płyt oraz elektryczne sterowanie szyb i elektryczne sterowanie lusterek. Opcjonalnie pojazd wyposażyć można m.in. w sprzęt audio z sześcioma głośnikami oraz ESP.

## Mazda BT-50 II
Mazda BT-50 II produkowana jest od 2011 roku. Auto zostało zaprezentowane podczas targów motoryzacyjnych w Sydney w 2010 roku.

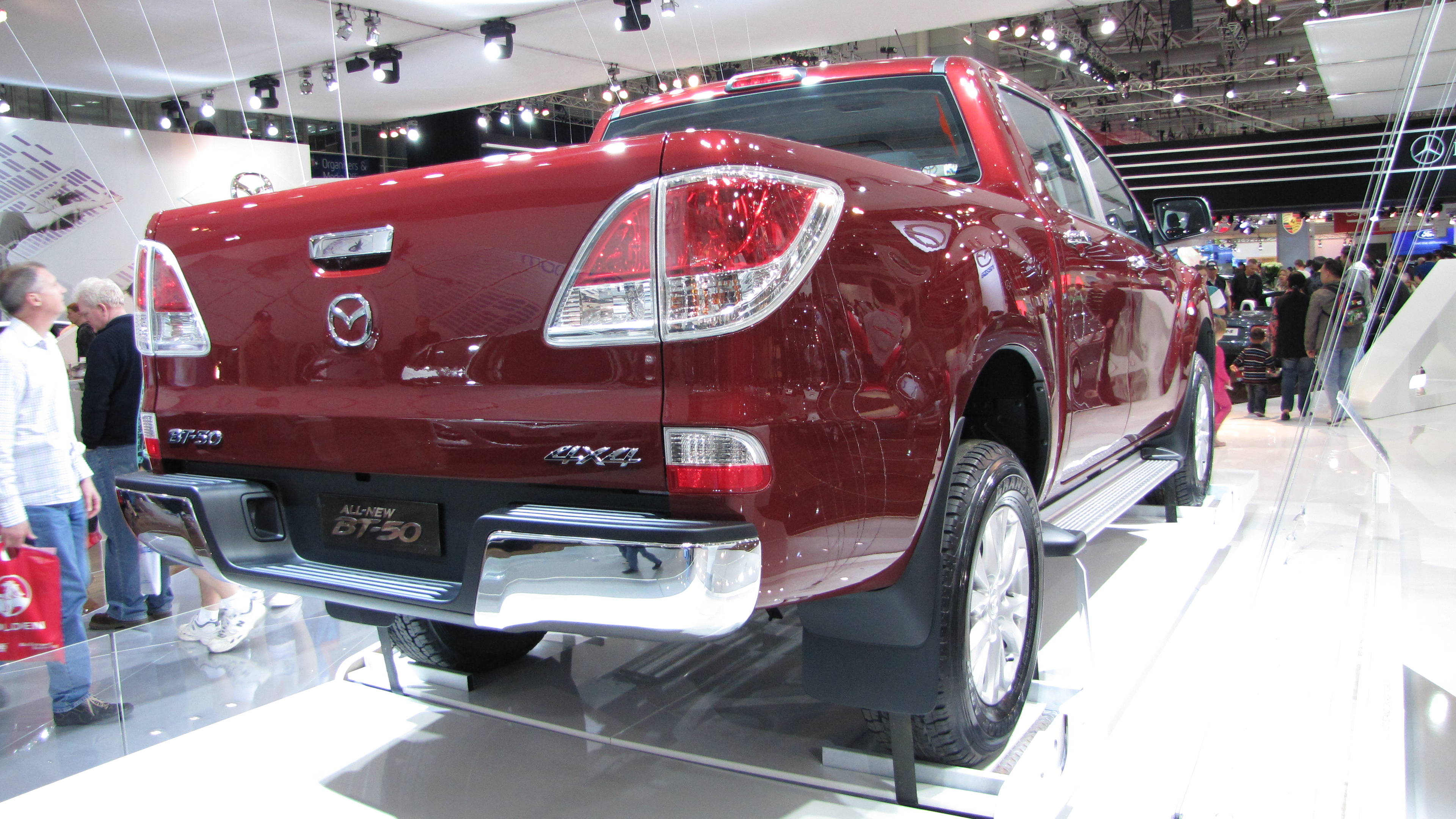
Tył BT-50 II

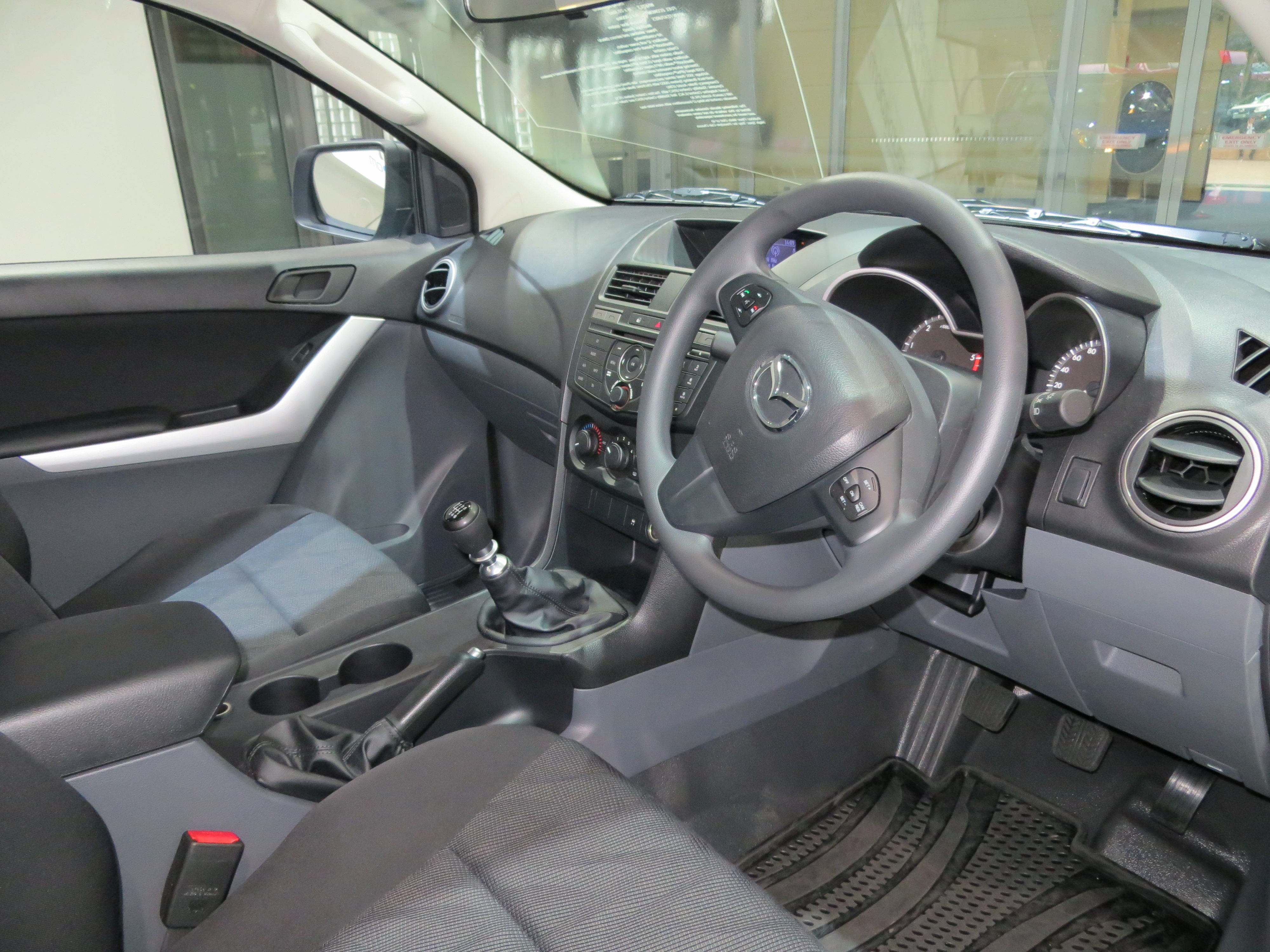
Wnętrze BT-50 II

Pojazd został pozbawiony słupka B dlatego drzwi przednie otwierają się na zewnątrz ku przodowi, a tylne „pod wiatr”. Przód pojazdu otrzymał reflektory w kształcie rombu oraz masywną atrapę chłodnicy.
W czerwcu 2011 roku zaprezentowano wersję Freestyle Cab.
W lipcu 2015 roku zaprezentowano wersję po liftingu. Zmieniono m.in. przednie reflektory oraz atrapę wlotu powietrza, a także zmieniono optykę tylnych świateł zespolonych, kształt stopni na progach oraz wzbogacono ofertę o nowy wzór alufelg. Przy okazji modernizacji poddano silniki.

## Trzecia generacja

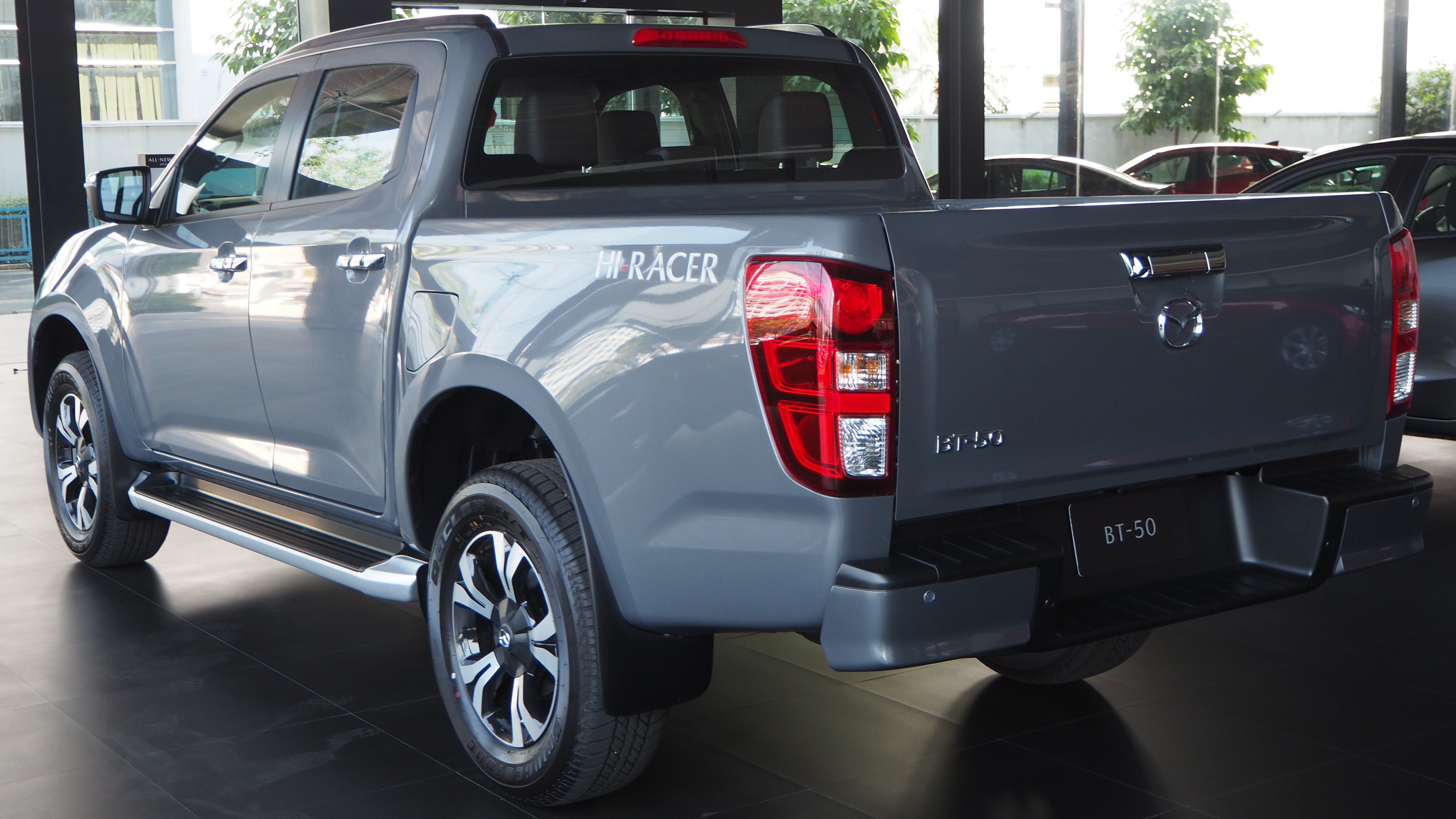
Mazda BT-50 III – tył

Mazda BT-50 została zaprezentowana po raz pierwszy 17 czerwca 2020 roku. Samochód wraz ze swym blizniakiem Isuzu D-Max jest produkowany w Samut Prakan.